# Sant'Angelo della Polvere
Sant'Angelo della Polvere (già Sant'Angelo di Concordia) è un'isola della laguna di Venezia. Si trova a sudovest di Venezia, tra Sacca Sessola e Fusina, presso la confluenza del canale di Freganzorzi nel canale Contorta Sant'Angelo. Di proprietà demaniale, si estende su 0,53 ettari e vi sorgono quattro fabbricati.

## Storia
Nel gennaio 1849, durante l'assedio austriaco di Venezia, un gruppo di militari impegnato nella ricerca di una sorgente di acqua potabile rinvenne sull'isola un cippo risalente al secondo quarto del I secolo Il manufatto, ora conservato al Museo archeologico nazionale di Venezia, è un monumento funebre dedicato dal liberto Gaio Titurnio Floro al suo patrono Gaio Titurnio Grato. Come dimostrato dalle informazioni tramandateci dall'archeologo Giovanni Casoni, chiamato subito dopo il ritrovamento, l'oggetto si trovava a una profondità di 2,75 m, sotto i resti di un piano di calpestio di origine medievale. Questo ha fatto supporre che il monumento non sia stato trasferito sull'isola in epoca posteriore, ma che sia stato individuato nel suo collocamento originale: in epoca romana, Sant'Angelo della Polvere doveva far parte di una zona completamente emersa dove insistevano degli insediamenti, da collegare ai vicini siti archeologici di Sant'Ilario, Moranzani e Fusina.
Nel 1060, su iniziativa del doge Domenico Contarini, vi furono fondati una chiesa e un monastero di benedettini, dipendenti da San Nicolò del Lido. Successivamente ai monaci successero le monache, che intitolarono il luogo sacro a San Michele Arcangelo, da cui la denominazione dell'isola (originariamente nota come Sant'Angelo di Concordia, toponimo più tardi alterato in Contorta).
Nel 1474, a causa della loro condotta scandalosa, le monache furono trasferite nel monastero di Santa Croce alla Giudecca. Dopo un periodo di abbandono, l'isola fu concessa ai carmelitani con l'obbligo di restaurarne gli edifici, ma nel 1554, in difficoltà per le condizioni ambientali proibitive, i frati lasciarono l'isola nel 1554 per trasferirsi anch'essi alla Giudecca.
L'anno successivo il Senato veneziano decise di installare sull'isola un deposito di polvere da sparo, da cui derivò il nome attuale. Ma il 29 agosto 1689 un fulmine colpì il complesso, facendo esplodere 800 barili di polvere che vi erano custoditi facendo rovinare tutti gli edifici: l’isola circondata da una grossa muraglia, con quattro torri ai quattro angoli e con un solo portone magnifico divenne un mucchio di rovine come si può vedere nell'incisione del Coronelli.
Fu nuovamente abbandonata, ma un disegno di fine Settecento dimostra la presenza di una piccola installazione militare, costituita da "caserma", da "polveriera" e "corpo di guardia" e cinta da una serie di bastioni. Durante la successiva dominazione napoleonica il complesso fu mantenuto, come dimostra una mappa del catasto dell'epoca. Ma nelle carte austriache dei decenni seguenti buona parte degli edifici risulta demolito, lasciando solo un annesso.
Con l'entrata del Veneto nel Regno d'Italia, il fortino venne ripristinato ed è probabilmente in questi anni che furono eretti i due capannoni divisi da terrapieni, tuttora esistenti. È interessante notare come una carta austriaca del 1900, evidentemente non aggiornata agli interventi recenti, riportava la stessa situazione risalente all'epoca napoleonica.
Nel secondo dopoguerra l'isola era ancora destinata ad usi militari: è in questo periodo che si colloca la costruzione del muro di cinta, della torre piezometrica e del punto di approdo.
Attualmente, pur continuando ad appartenere al ramo Guerra del Demanio, l'isola risulta abbandonata e gli edifici sono caduti in rovina. Nel 1994 si tentò di valorizzarla mettendola all'asta insieme ad altre isole; benché fosse stata assegnata a un locatario, per ragioni burocratiche il progetto di recupero non è andato in porto.

## Galleria d'immagini

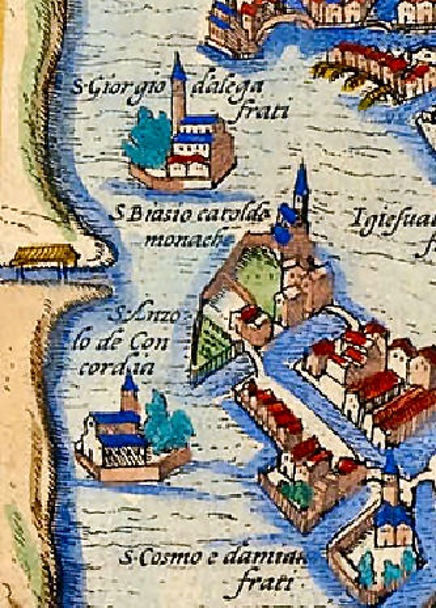
Sant'Angelo di Concordia, mappa
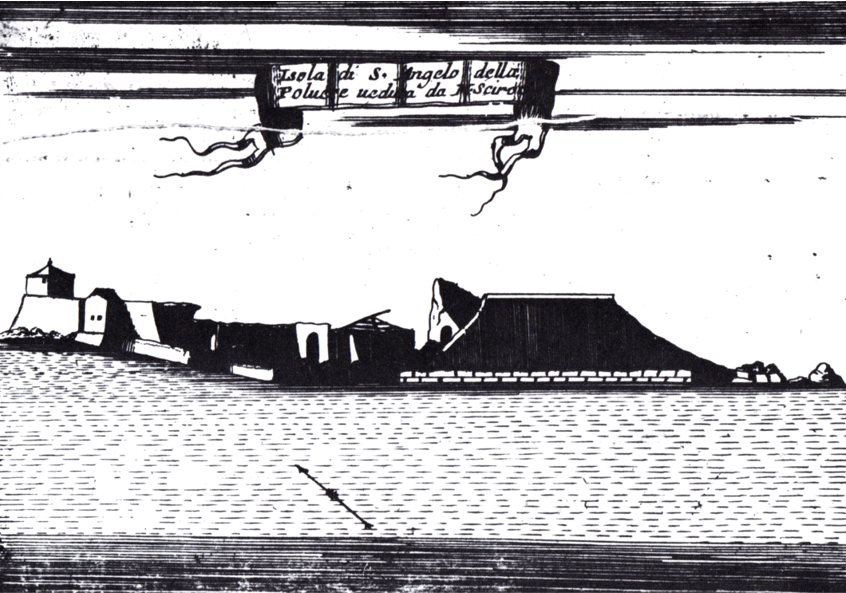
Vincenzo Coronelli, Sant'Angelo della Polvere
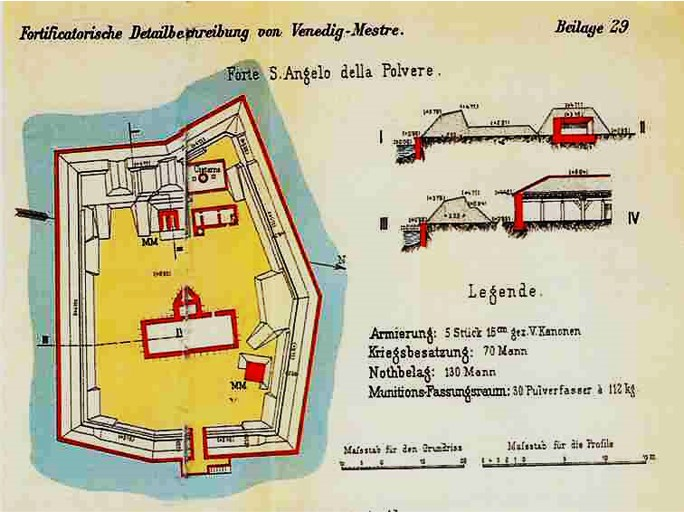
Forte Sant'Angelo della Polvere, 1900
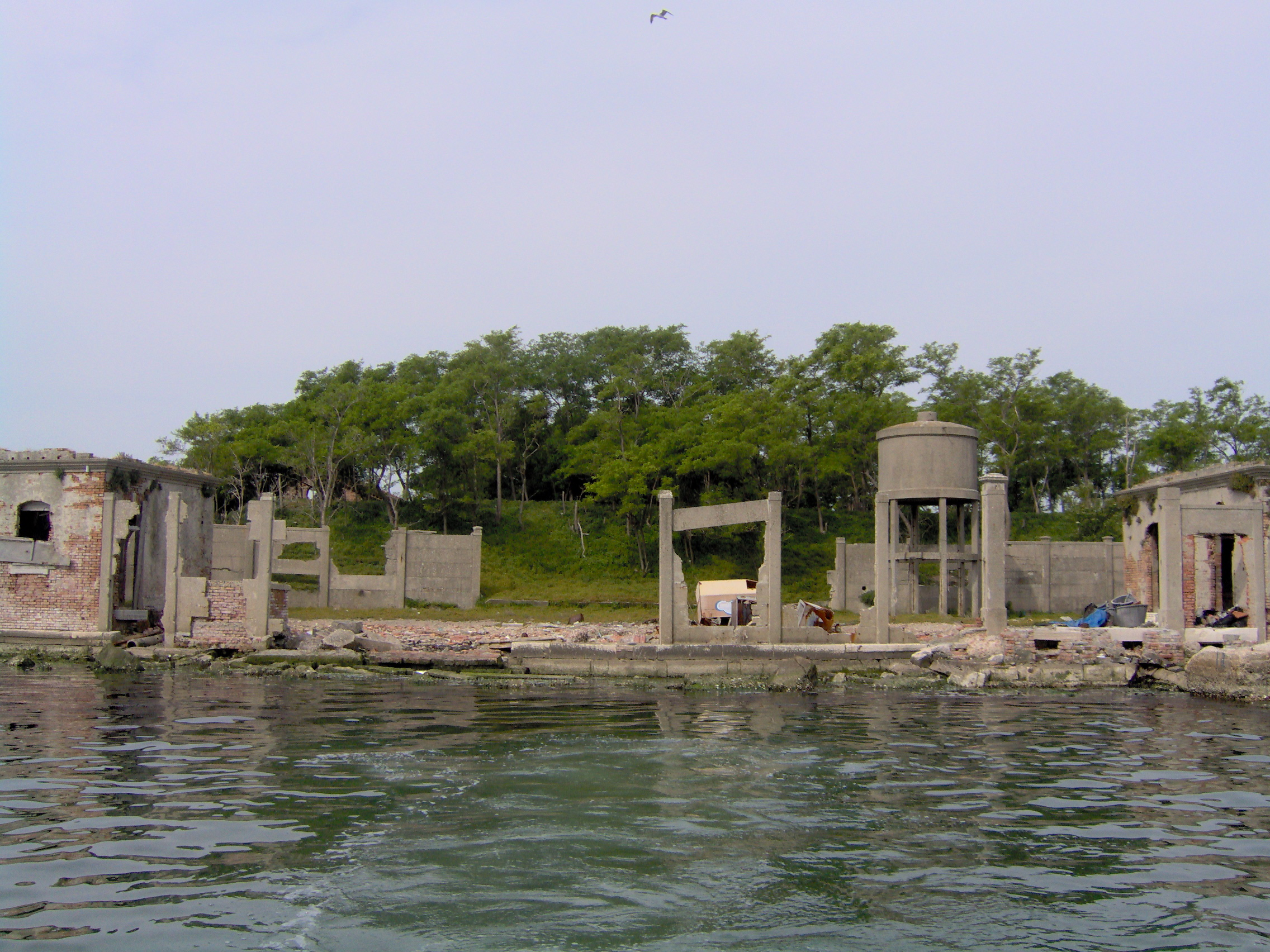
I resti della banchina d'approdo
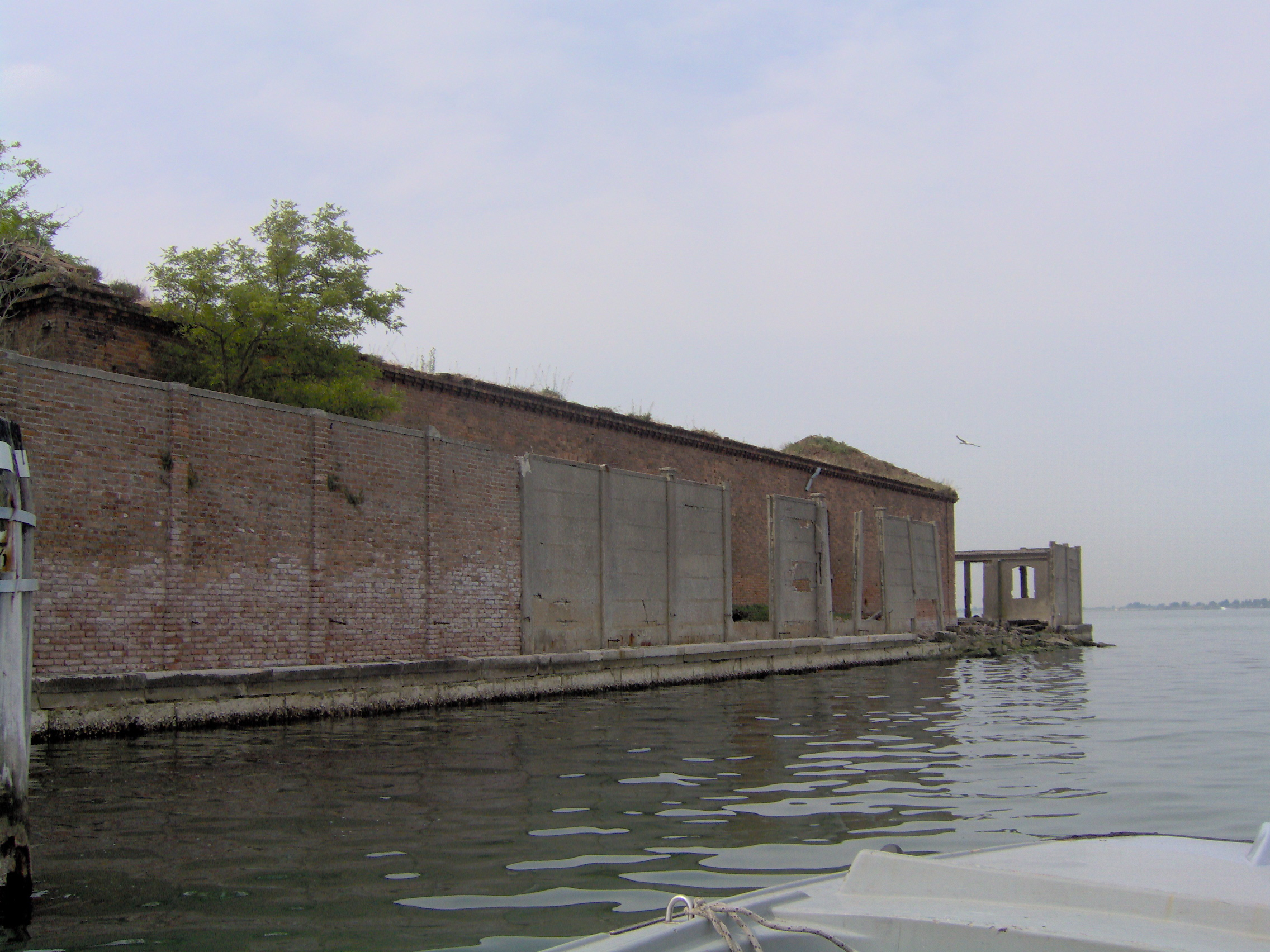
Mura perimetrali
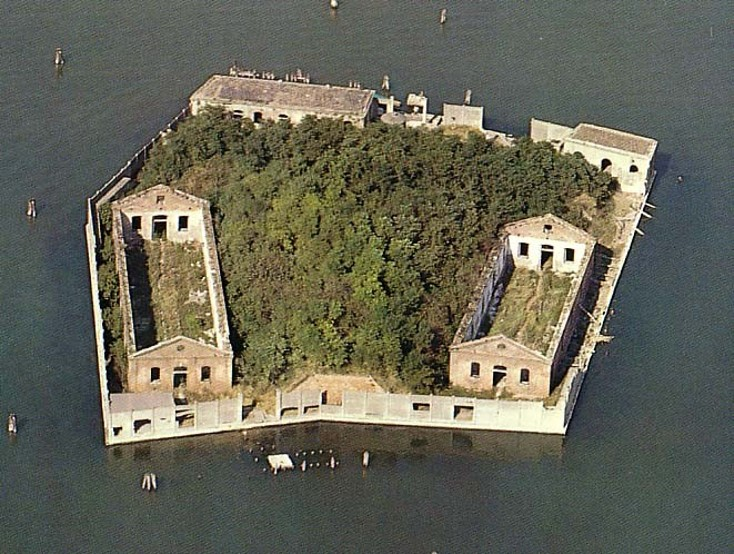
Sant'Angelo della Polvere, Foto aerea
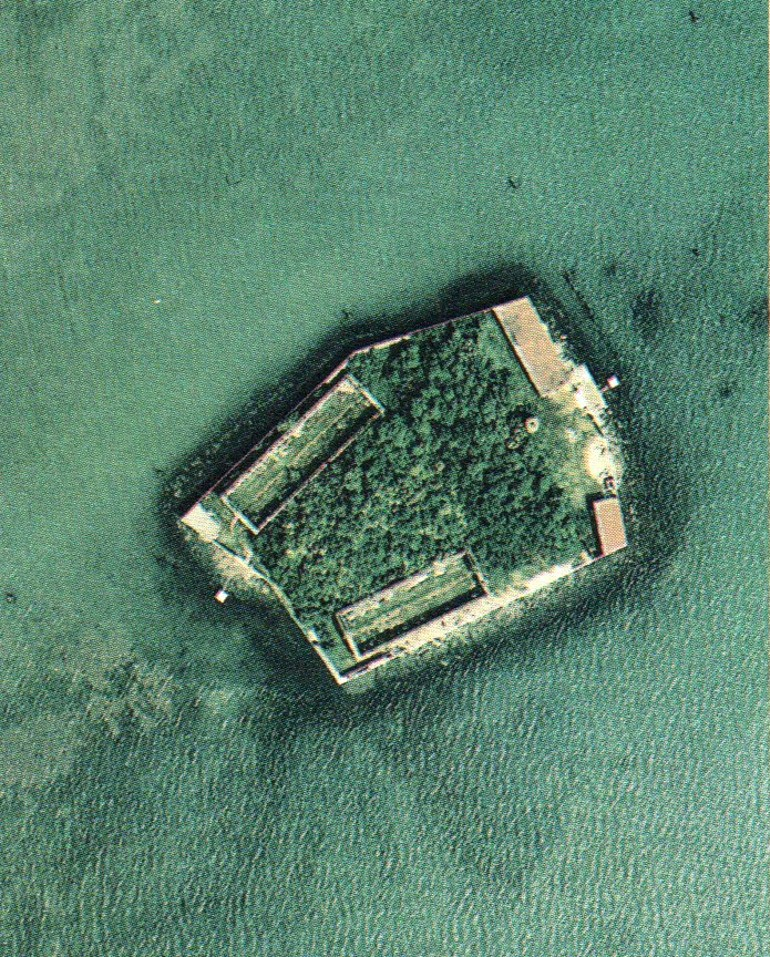
Sant'Angelo della Polvere, Foto aerea